# Embaixada da Costa do Marfim em Brasília
A Embaixada do Costa do Marfim em Brasília é a principal representação diplomática marfinense no Brasil, sendo também atuante sobre Chile, Argentina, Uruguai, Bolívia, Equador, Guiana, Paraguai, Peru, Colômbia, Venezuela e Suriname. O atual embaixador é Sylvestre Aka, no cargo desde 6 de outubro de 2011.
Está localizada no lote 9 do Setor de Embaixadas Norte, na Asa Norte. Além da embaixada em Brasília, a Costa do Marfim tem consulados honorários no Recife, em Vitória, em São Paulo e em Niterói.

## História
As relações diplomáticas entre Brasil e Costa do Marfim começam em 1960, após a independência do país africano. Assim como outros países, o Costa do Marfim receberam um terreno de graça, medida que visava a instalação mais rápida das representações estrangeiras na nova capital. Os marfinenses se instalaram no Setor de Embaixadas Norte.
A Embaixada do Brasil na Costa do Marfim foi inaugurada em 1969 em Abidjan e em 1971 acontece a instalação da embaixada marfinese em Brasília.

## Serviços
A embaixada realiza os serviços protocolares das representações estrangeiras, como o auxílio aos marfinenses que moram no Brasil e aos visitantes vindos do Costa do Marfim e também para os brasileiros que desejam visitar ou se mudar para o país africano - estima-se que cerca de 150 brasileiros vivam na Costa do Marfim. A embaixada em Brasília é a única opção consular da Costa do Marfim no Brasil, que além dela, conta apenas com consulados honorários no Recife, em Vitória, em São Paulo e em Niterói. A jurisdição da embaixada cobre a maior parte da América do Sul, sendo representante da diplomacia marfinense também para Chile, Argentina, Uruguai, Bolívia, Equador, Guiana, Paraguai, Peru, Colômbia, Venezuela e Suriname.
Outras ações que passam pela embaixada são as relações diplomáticas com o governo brasileiro, nas áreas política, econômica, cultural e científica. As relações entre Brasil e Costa do Marfim se estabilizaram após a crise decorrente da eleição presidencial de 2010 no país africano, com acordos sendo realizados na década de 2010 envolvendo a importações de amêndoas de cacau da Costa do Marfim pelo Brasil e a reestruturação da dívida marfinense.